# 馬灣涌

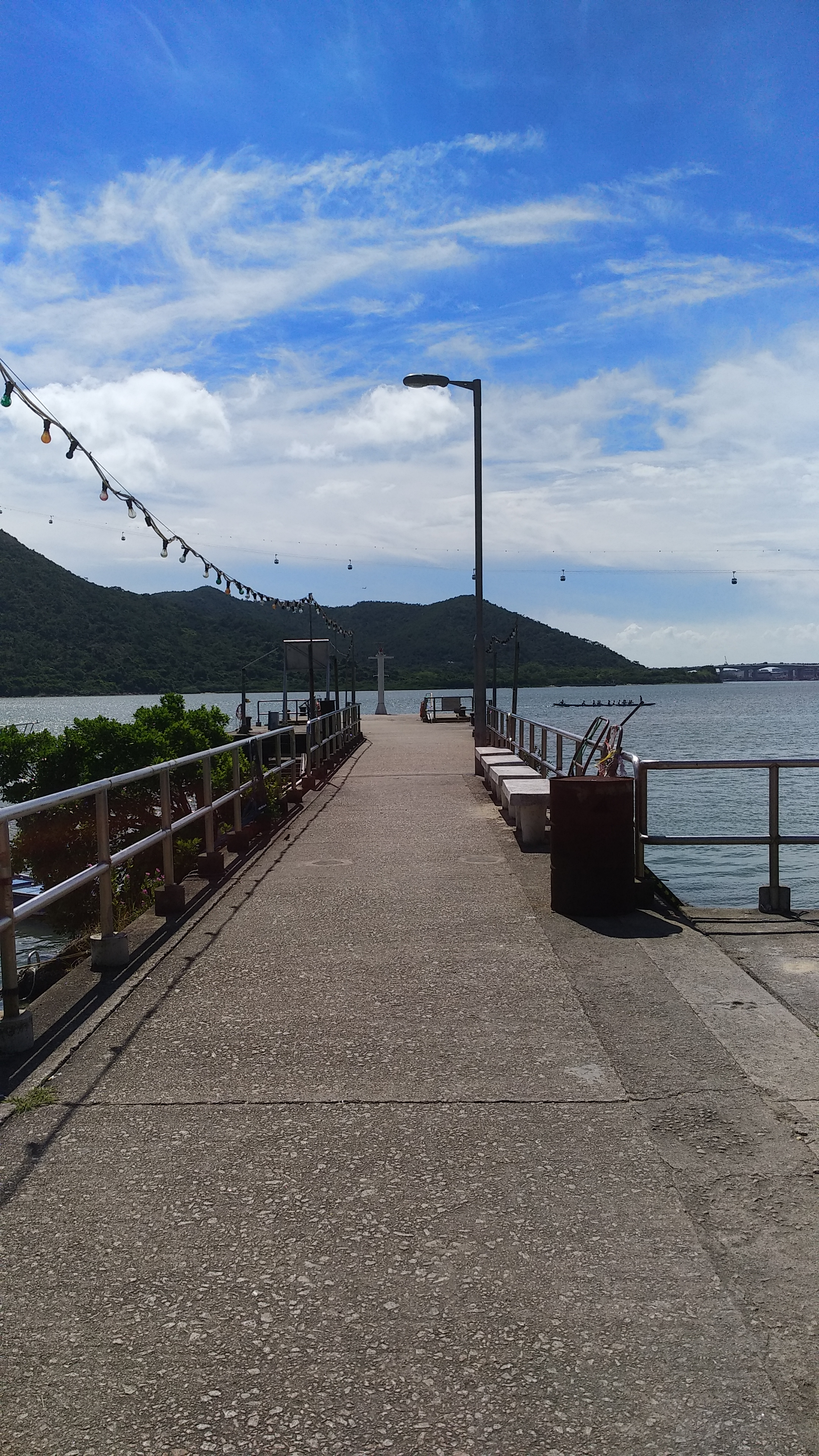
馬灣涌公眾碼頭

馬灣涌（英語：Ma Wan Chung）是位於香港新界離島區東涌西部的鄉村，據稱早於公元618隋朝至907年五代十國年間已開始有人聚居，至今有逾千年歷史。此村部分住屋為棚屋，用坤甸木作支柱，另外有一道橋，橋上可看到紅樹林上招潮蟹等生物。
村旁為馬灣涌碼頭，又稱東涌公眾碼頭，亦即「東涌舊碼頭」（相對於「東涌新碼頭」，故返稱為「舊碼頭」）；旁邊為巴士總站，昔日大嶼山巴士的「東涌」總站即位於此處，但由於大嶼山興建新機場及東涌發展新市鎮，現已停用。東涌巴士總站遷往地鐵（今港鐵）東涌站旁邊。
根據改善碼頭計劃，港府將斥資4580萬港元將馬灣涌碼頭進行重建。土木工程拓展署指馬灣涌碼頭由當地村民建造，缺乏維修，狀態欠佳，同時水深較淺，繫泊設施亦不足，故計劃重建碼頭並延長42米至深水區。工程於2022年年中展開，預計2025年年中完成。

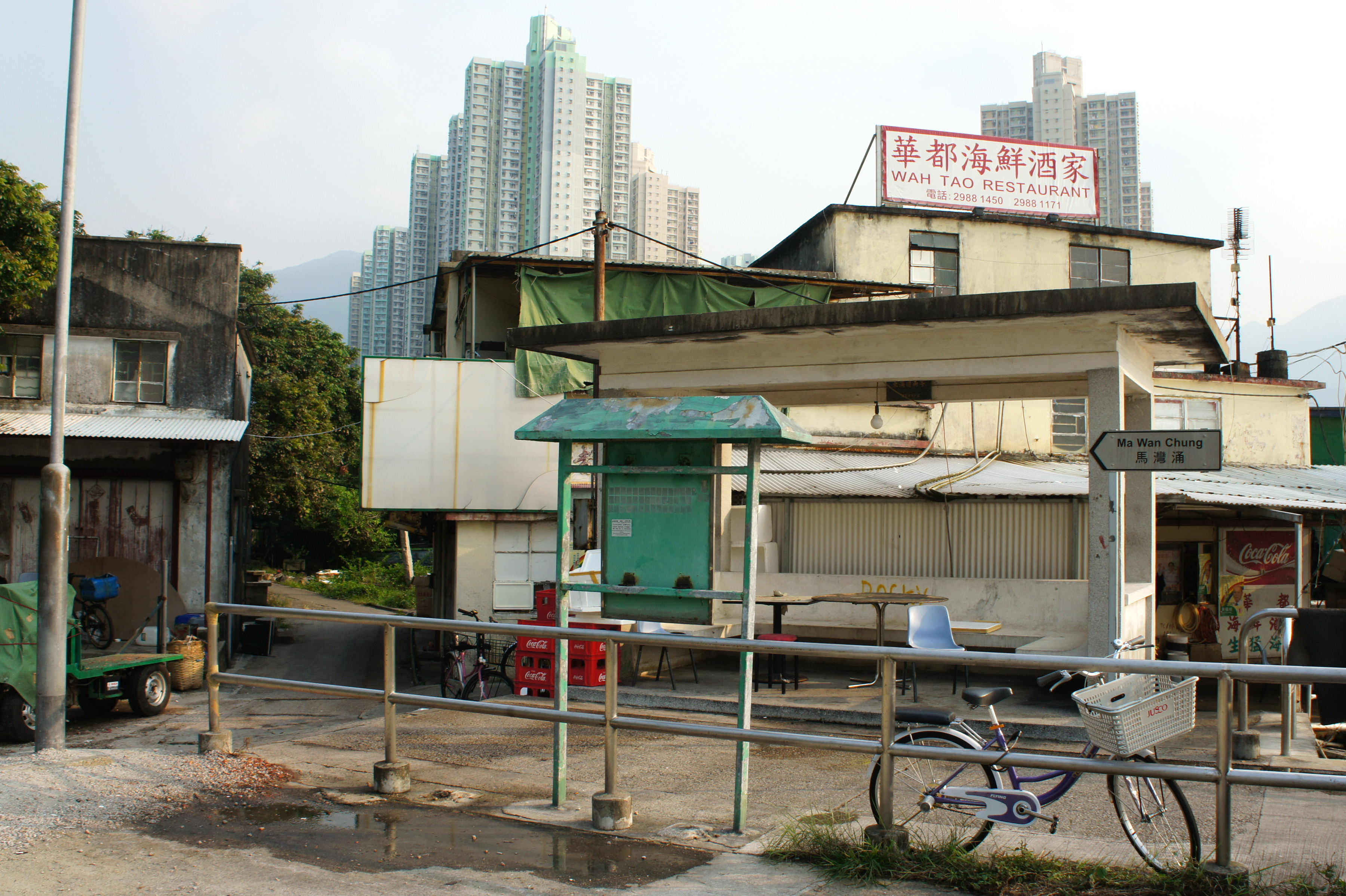
馬灣涌，後方的建築物為逸東邨。
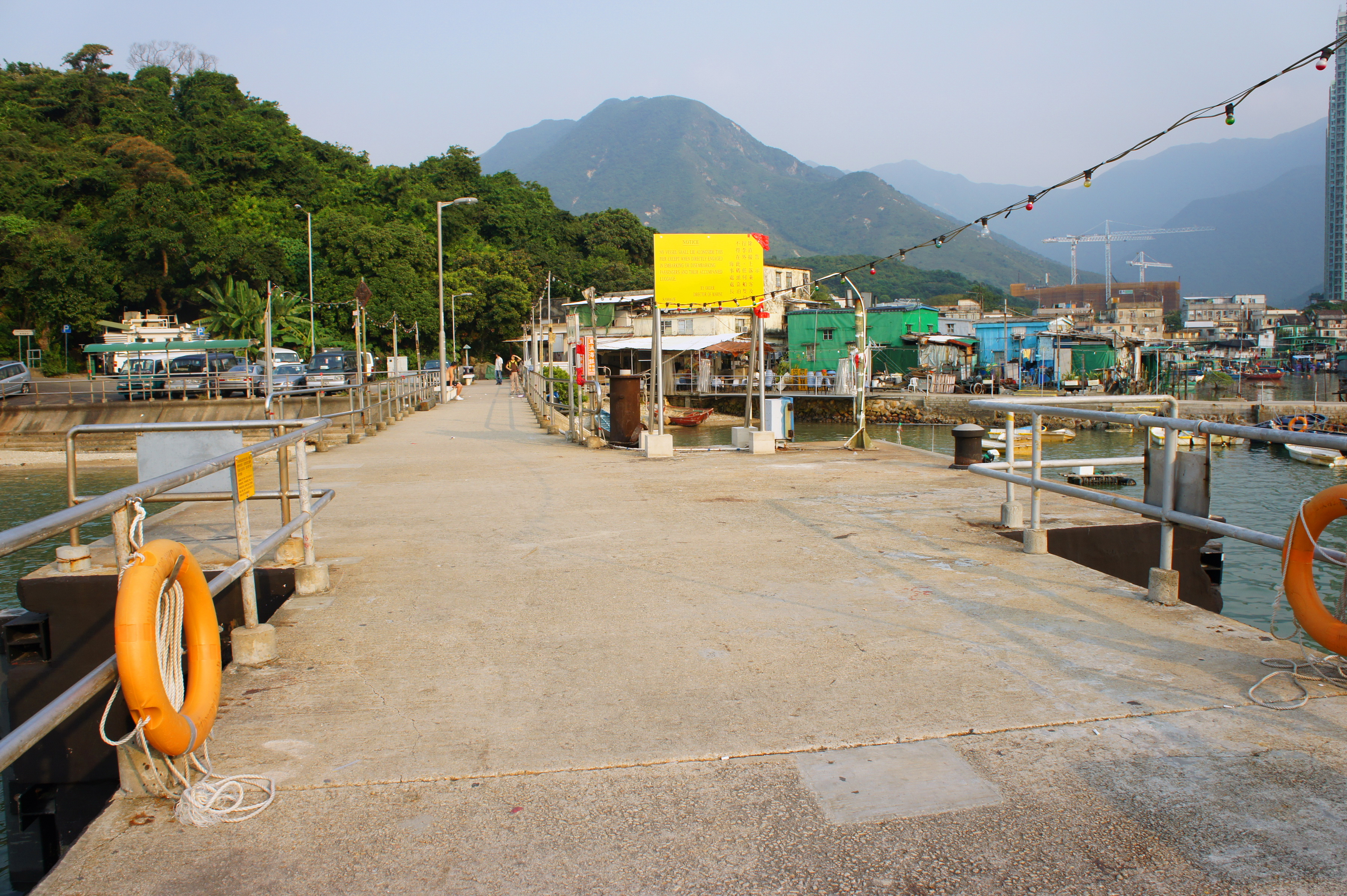
位於馬灣涌的東涌舊碼頭